# Gonioryctus vicinus
Gonioryctus vicinus är en skalbaggsart som beskrevs av Sharp 1908. Gonioryctus vicinus ingår i släktet Gonioryctus och familjen glansbaggar. Inga underarter finns listade i Catalogue of Life.